# برج أشاليم للطاقة الشمسية
30°57′54″N 34°43′34″E / 30.96502°N 34.72602°E
برج أشاليم للطاقة الشمسية (بالعبرية תחנות הכוח באשלים) هو أطول برج للطاقة الشمسية في العالم ويقع في النقب قرب مستوطنة أشاليم والتي تبعد عن قطاع غزة 50 كم.
أطلقت الحكومة الإسرائيلية مناقصة العمل على تنفيذ المشروع في عام 2010، كجزء من التحول من شراء الكهرباء إلى الطاقة المتجددة والاستقلال في مجال استهلاك الطاقة. وقدرت تكلفة البناء حوالي 650 مليون يورو بتمويل من شركة جنرال الكتريك الأمريكية، التي كانت قد اشترت رخصة العمل في مجال الطاقة من شركة ألستوم الفرنسية، وذلك بمساعدة صندوق الاستثمار الإسرائيلي الخاص «نوي».
تضم المحطة 50 ألف لوح شمسي وهي قادرة على إمداد 50 ألف منزل بالطاقة.

## وصلات خارجية
- شركة نيݘڤ للطاقة وبناء محطة لتوليد الطاقة الشمسية الحرارية بالقرب من مستوطنة أشاليم في النقب من موقع شركة النقب للطاقة
- شركة برايت سورس إنرجي
- شركة جنرال اليكتريك